# Red Spooner
Red George Spooner, kanadski profesionalni hokejist, * 24. avgust 1910, Port Arthur, Ontario, Kanada, † 7. maj 1984.
Spooner je igral na položaju vratarja za NHL moštvo Pittsburgh Pirates.

## Kariera
Spooner je kariero začel v sezoni 1926/27 v članskem amaterskem moštvu Port Arthur Bearcats. Sredi sezoni je odšel v moštvo Port Arthur Bruins in za Bruinse igral v končnici pokala Memorial Cup. Sezono 1927/28 je nastopal za Port Arthur Bearcatse, medtem ko je bil naslednji dve sezoni član moštva Fort William Forts.
V sezoni 1929/30 je debitiral v ligi NHL v dresu moštva Pittsburgh Pirates. V ligi NHL je zaigral le na eni tekmi, ko je zamenjal prvega vratarja Joeja Millerja, ki se je poškodoval. Zaigral je 18. januarja 1930 proti ekipi New York Rangers in v svojo mrežo spustil šest ploščkov za tesen poraz Piratesov 5-6. Naslednje tri sezone je igral za člansko amatersko moštvo Port Arthur Ports. Spooner je celotno kariero, z izjemo ene tekme v ligi NHL, igral v članski amaterski ligi Thunder Bay Senior Hockey League (TBSHL). 

### Pregled kariere
Odebeljeno - reprezentančni nastopi, glej tudi Statistika pri hokeju na ledu.
| Moštvo               | Liga  | Sezona |    | Redni del | Redni del | Redni del | Redni del | Redni del | Redni del | Redni del | Redni del |    | Končnica | Končnica | Končnica | Končnica | Končnica | Končnica | Končnica | Končnica |
| -------------------- | ----- | ------ | -- | --------- | --------- | --------- | --------- | --------- | --------- | --------- | --------- | -- | -------- | -------- | -------- | -------- | -------- | -------- | -------- | -------- |
| Moštvo               | Liga  | Sezona | OT | PG        | G         | P         | T         | KM        | GT        | OD        | OT        | PG | G        | P        | T        | KM       | GT       | OD       |          |          |
| Port Arthur Bearcats | TBSHL | 26/27  |    | 1         | 2         |           |           |           |           | 2.00      |           |    |          |          |          |          |          |          |          |          |
| Port Arthur Bruins   | TBSHL | 26/27  |    | 3         | 5         |           |           |           |           | 1.58      |           |    |          |          |          |          |          |          |          |          |
| Port Arthur Bruins   | M-Cup | 26/27  |    | 6         | 19        |           |           |           |           | 3.08      |           |    |          |          |          |          |          |          |          |          |
| Port Arthur Bearcats | TBSHL | 27/28  |    | 1         | 2         |           |           |           |           | 2.00      |           |    |          |          |          |          |          |          |          |          |
| Fort William Forts   | TBSHL | 28/29  |    |           |           |           |           |           |           |           |           |    |          |          |          |          |          |          |          |          |
| Fort William Forts   | TBSHL | 29/30  |    |           |           |           |           |           |           |           |           |    |          |          |          |          |          |          |          |          |
| Pittsburgh Pirates   | NHL   | 29/30  |    | 1         | 6         | 0         | 0         | 0         | 0         | 6.00      |           |    |          |          |          |          |          |          |          |          |
| Port Arthur Ports    | TBSHL | 30/31  |    |           |           |           |           |           |           |           |           |    |          |          |          |          |          |          |          |          |
| Port Arthur Ports    | TBSHL | 31/32  |    |           |           |           |           |           |           |           |           |    |          |          |          |          |          |          |          |          |
| Port Arthur Ports    | TBSHL | 31/32  |    | 6         | 10        |           |           |           |           | 1.67      |           |    | 1        | 3        |          |          |          |          | 3.00     |          |